# Station Kamieńczyce
Station Kamieńczyce is een spoorwegstation in de Poolse plaats Kamieńczyce.